# Herpetogaster
Herpetogaster é um gênero de deuterostômio que viveu durante o período Cambriano. Seus fósseis foram encontrados no Burgess Shale.

## Descrição
Herpetogaster consiste em um corpo principal com um par de tentáculos na frente e um 'caule' flexível. O corpo é dividido em treze segmentos e espirais no sentido horário quando visto dorsalmente. Os tentáculos são longos e flexíveis e se ramificam várias vezes. O estômago é a parte mais visível do intestino e é frequentemente preservado sendo altamente reflexivo, como em Eldonia, uma forma intimamente relacionada. O ânus é terminal e a boca está localizada entre os tentáculos. O estolho às vezes excede o comprimento do corpo principal e termina com um disco plano. Esta estrutura foi evidentemente usada para ancorar o organismo ao fundo do mar ou a outros organismos.